# (22551) Adamsolomon
(22551) Adamsolomon (1998 FU110) – planetoida z pasa głównego asteroid okrążająca Słońce w ciągu 3,4 lat w średniej odległości 2,26 j.a. Odkryta 31 marca 1998 roku.